# Pingalla gilberti
The gilberts grunter (Pingalla gilberti) là một loài cá thuộc họ Terapontidae. Nó là loài đặc hữu của Úc.